# 小兒子 (動畫)
《小兒子》（英語：My Little Boys）是一部台灣喜劇動畫劇集，改編自台灣作家駱以軍的同名散文作品。是一部台灣原創，台灣原生文化與故事為背景，以動畫家庭親子為主題的作品。由夢田文創進行製作，蘇麗媚監製，導演史明輝執導。以「家人之間，親子之愛」作為核心，透過「親子共讀」的概念，作為企劃發展。截至2022年，已播出五季。
目前共獲得71個國際影展獎項，歷史最悠久兒少影展的捷克茲林兒少影展、台灣金鐘獎最佳動畫節目、信誼基金會兒童動畫獎佳作。

## 劇情簡介
一位文壇中以魔幻、解構主義文學而知名的小說家，集結紀錄了長長短短日常家庭生活的篇章，與大小兒子的相處。《小兒子》系列故事就是這個時間流裡的即興劇，由內心良善溫暖、但又彷彿脫線一族的作家駱爸鼻、內向害羞而正經的大兒子阿白、古靈精怪愛耍痞的小兒子阿甯咕，美麗嫻雅有時像馴獸師的妻子，還有在屋裡四處衝竄的真性流露的狗兒端端一起上演，由家庭的日常與興嘆所譜出種種趣事，透過各種小小的事件，組成了生命與生命間的震顫與關懷。

## 製作團隊
- 原著：駱以軍
- 監製：蘇麗媚
- 編劇主創：蘇麗媚
- 導演：史明輝
- 編劇：史明輝
- 分鏡：史明輝
- 製作經理：戴心平
- 動畫協調：趙瞬文
- 英文字幕翻譯：黃詣翔
- 配樂：劉芷吟
- 混音與母帶後期處理：陳弘偉
- 剪接/音效：戴心平
- 配音師：謝ㄧ帆、郭蔓萱、沈諠婈
- 錄音師：呂進榮
- 製作統籌：施瑀
- 製作協調：黃子榕
- 行政管理：劉桂伶
- 財務管理：游美茹
- 行銷宣傳：結果娛樂股份有限公司、夢田文化創意股份有限公司

## 集數列表
| 季數 | 集数 | 集数 | 首播日期      | 首播日期      |
| 季數 | 集数 | 集数 | 首映          | 季终          |
| ---- | ---- | ---- | ------------- | ------------- |
| 1    | 6    | 6    | 2018年6月30日 | 2018年7月1日  |
| 2    | 9    | 9    | 2019年4月13日 | 2019年4月15日 |
| 3    | 6    | 6    | 2020年4月2日  | 2020年4月5日  |
| 4    | 9    | 9    | 2021年4月3日  | 2021年4月3日  |
| 5    | 15   | 15   | 2022年7月17日 | 2022年7月24日 |

| 集數（總集數）           | 標題                       | 動畫師                                       |
| 第1季 我們這一家的小事情 | 第1季 我們這一家的小事情   | 第1季 我們這一家的小事情                     |
| ------------------------ | -------------------------- | -------------------------------------------- |
| 第1集（1）               | 夜晚暴食恐龍               | 吳中義、李玟瑾、陳曼昀                       |
| 第2集（2）               | 游泳                       | 吳中義、李玟瑾、陳曼昀                       |
| 第3集（3）               | 命大的蟑螂                 | 吳中義、李玟瑾、陳曼昀                       |
| 第4集（4）               | 唬爛                       | 吳中義、李玟瑾、陳曼昀                       |
| 第5集（5）               | 爛傘                       | 楊凱婷、呂秉真                               |
| 第6集（6）               | 臭臉                       | 吳中義、李玟瑾、陳曼昀                       |
| 第2季 想和家人說的話     |                            |                                              |
| 第1集（7）               | 吵架                       | 楊凱婷、范家禎                               |
| 第2集（8）               | 鑰匙                       | 吳中義、李玟瑾、陳曼昀                       |
| 第3集（9）               | 丟臉                       | 吳中義、李玟瑾、陳曼昀                       |
| 第4集（10）              | 沙發                       | 楊凱婷、范家禎、羅茜                         |
| 第5集（11）              | 扯鈴                       | 楊凱婷、范家禎、羅茜                         |
| 第6集（12）              | 世界末日那天別忘了說我愛你 | 吳中義、李玟瑾、陳曼昀、范家禎、羅茜         |
| 第7集（13）              | 拾荒                       | 楊凱婷、范家禎、羅茜                         |
| 第8集（14）              | 陰陽                       | 吳中義、李玟瑾、范家禎、羅茜                 |
| 第9集（15）              | 好日子                     | 楊凱婷、范家禎、羅茜、林庭歆                 |
| 第3季 陪伴孩子一起長大吧 |                            |                                              |
| 第1集（16）              | 快樂                       | 楊凱婷、李玟瑾、羅茜、林庭歆、范羽廷         |
| 第2集（17）              | 憨鴨                       | 楊凱婷、李玟瑾、羅茜、林庭歆、范羽廷         |
| 第3集（18）              | 好東西                     | 楊凱婷、李玟瑾、羅茜、林庭歆、范羽廷         |
| 第4集（19）              | 鴨嘴獸                     | 楊凱婷、李玟瑾、羅茜、林庭歆、范羽廷         |
| 第5集（20）              | 小丫頭                     | 楊凱婷、李玟瑾、羅茜、林庭歆、范羽廷         |
| 第6集（21）              | 重要的事                   | 楊凱婷、李玟瑾、羅茜、林庭歆、范羽廷         |
| 第4季 阿甯咕的好朋友     |                            |                                              |
| 第1集（22）              | 紙條                       | 楊凱婷、李玟瑾、羅茜、林庭歆、黃曼甯         |
| 第2集（23）              | 前世                       | 楊凱婷、李玟瑾、羅茜、林庭歆、黃曼甯         |
| 第3集（24）              | 無聊男子                   | 楊凱婷、李玟瑾、羅茜、林庭歆、黃曼甯         |
| 第4集（25）              | 十誡                       | 楊凱婷、李玟瑾、羅茜、林庭歆、黃曼甯         |
| 第5集（26）              | 我的家庭真可愛             | 楊凱婷、李玟瑾、羅茜、林庭歆、黃曼甯         |
| 第6集（27）              | 媽寶                       | 楊凱婷、李玟瑾、羅茜、林庭歆、黃曼甯         |
| 第7集（28）              | 倒楣的事                   | 楊凱婷、李玟瑾、羅茜、林庭歆、黃曼甯         |
| 第8集（29）              | 班長                       | 楊凱婷、李玟瑾、羅茜、林庭歆、黃曼甯         |
| 第9集（30）              | 人魚線                     | 楊凱婷、李玟瑾、羅茜、林庭歆、黃曼甯         |
| 第5季 阿甯咕又闖禍了YA~  |                            |                                              |
| 第1集（31）              | 另一種極端                 | 楊凱婷、李玟瑾、羅茜、林庭歆、黃曼甯         |
| 第2集（32）              | 內向                       | 楊凱婷、李玟瑾、羅茜、林庭歆、黃曼甯         |
| 第3集（33）              | 生日快樂                   | 楊凱婷、李玟瑾、羅茜、林庭歆、黃曼甯         |
| 第4集（34）              | 被騙                       | 楊凱婷、李玟瑾、羅茜、林庭歆、黃曼甯         |
| 第5集（35）              | 歌詞                       | 楊凱婷、李玟瑾、羅茜、林庭歆、黃曼甯         |
| 第6集（36）              | 投幣式廢話拉霸機           | 楊凱婷、李玟瑾、羅茜、林庭歆、黃曼甯         |
| 第7集（37）              | 精神總錦標                 | 楊凱婷、李玟瑾、羅茜、林庭歆、黃曼甯         |
| 第8集（38）              | 貔貅                       | 楊凱婷、李玟瑾、羅茜、林庭歆、黃曼甯         |
| 第9集（39）              | 丟垃圾                     | 楊凱婷、李玟瑾、羅茜、林庭歆、黃曼甯、盧映晴 |
| 第10集（40）             | 夢遊                       | 楊凱婷、李玟瑾、羅茜、林庭歆、黃曼甯、盧映晴 |
| 第11集（41）             | 金兔                       | 李玟瑾、羅茜、林庭歆、黃曼甯、盧映晴、張學蓁 |
| 第12集（42）             | 阿月子                     | 李玟瑾、羅茜、林庭歆、黃曼甯、盧映晴、張學蓁 |
| 第13集（43）             | 泳池                       | 李玟瑾、羅茜、林庭歆、黃曼甯、盧映晴、張學蓁 |
| 第14集（44）             | 小狗端端                   | 李玟瑾、羅茜、林庭歆、黃曼甯、盧映晴、張學蓁 |
| 第15集（45）             | 作業                       | 李玟瑾、羅茜、林庭歆、黃曼甯、盧映晴、張學蓁 |

## 跨媒體

### 舞台改編
- 舞台劇：故事工廠小兒子同名舞台劇[5]
- 音樂劇：2020年新北市音樂劇節於11月6日至11月8日期間，於新北市藝文中心演藝廳演出，由夢田影像改編。戲名：《小兒子報告！沙發有黑洞》。[6]為結合3D舞台影像和虛擬實境的方式進行演出。[7]

### 相關書籍
- 繪本：由印刻文學發行。

| 冊數 | 標題         | 出版日期       | ISBN                   |
| ---- | ------------ | -------------- | ---------------------- |
| 1    | 夜晚暴食暴龍 | 2018年8月1日   | ISBN 978-986-387-244-3 |
| 2    | 命大的蟑螂   | 2018年8月1日   | ISBN 978-986-387-245-0 |
| 3    | 游泳         | 2018年9月1日   | ISBN 978-986-387-250-4 |
| 4    | 爛傘         | 2018年9月1日   | ISBN 978-986-387-251-1 |
| 5    | 吵架         | 2018年10月1日  | ISBN 978-986-387-259-7 |
| 6    | 臭臉         | 2018年11月20日 | ISBN 978-986-387-258-0 |
| 7    | 鑰匙         | 2018年12月19日 | ISBN 978-986-387-271-9 |
| 8    | 宇宙飛行計劃 | 2019年1月15日  | ISBN 978-986-387-276-4 |
| 9    | 我的弟弟     | 2019年3月20日  | ISBN 978-986-387-282-5 |
| 10   | 我愛你       | 2019年6月25日  | ISBN 978-986-387-299-3 |
| 11   | 拾荒         | 2019年6月25日  | ISBN 978-986-387-300-6 |
| 12   | 扯鈴         | 2019年7月25日  | ISBN 978-986-387-286-3 |
| 13   | 小狗端端     | 2019年9月20日  | ISBN 978-986-387-309-9 |
| 14   | 好日子       | 2019年11月8日  | ISBN 978-986-387-317-4 |
| 15   | 唬爛         | 2019年12月24日 | ISBN 978-986-387-328-0 |

- 橋樑書：由親子天下發行。

| 冊數 | 標題             | 出版日期      | ISBN                   |
| ---- | ---------------- | ------------- | ---------------------- |
| 1    | 我爸是夜晚暴食龍 | 2020年5月22日 | ISBN 978-957-503-591-4 |
| 2    | 土匪窩裡的老大   | 2020年8月27日 | ISBN 978-957-503-646-1 |
| 3    | 阿甯咕選班長     | 2021年9月30日 | ISBN 978-626-305-068-6 |

- 漫畫：由原動力文化發行。

叢書分類為小原力（編劇：漢寶包、漫畫：LONLON）
| 冊數 | 標題                       | 出版日期      | ISBN                   |
| ---- | -------------------------- | ------------- | ---------------------- |
| 1    | 阿甯咕大戰想像蟲！         | 2021年1月13日 | ISBN 978-986-995-794-6 |
| 2    | 阿甯咕與來自星星的通緝犯！ | 2022年3月16日 | ISBN 978-626-705-936-4 |

### 其他
- 運動：Spartan Kids Race、運動大使

## 外部連結
- 《小兒子》My Little Boys 動畫影集 （页面存档备份，存于）
- 小兒子的漫畫連載頁面 （页面存档备份，存于）
- 小兒子的Facebook專頁